# Маниязов, Азизхан
Азизхан Маниязов (1898 г.р., село Урангай Туркестанского района) — Герой Социалистического Труда (17 мая 1951 г.). С 1927 по 1938 год работал в колхозе Туркестанского района бригадиром хлопковой бригады, в 1938-65 годах был начальником звена хозяйства по выращиванию многолетних трав. Вышел на пенсию в 1965 году.